# Félix Tarassenko
Pour l’article homonyme, voir Tarassenko.
Félix Tarassenko (en russe : Феликс Петрович Тарасенко ; Saratov, 6 mars 1932 - Tomsk, 1er janvier 2021) est un mathématicien russe.